# 太平桥车辆段
太平桥车辆段是哈尔滨地铁1号线的一个车辆段，位于哈尔滨市道外区，于2012年建成。车辆段总建筑面积88,900平方米，总占地面积约为242,000平方米。这个车辆段主要用于1号线列车的修理维护，以及车辆的停放。值得一提的是，本车辆段虽然临近滨北铁路，但是没有与滨北铁路之间的联络线，所以列车只能通过平板汽车运输。